# 星草
星草（学名：Cynodon plectostachyus）为禾本科狗牙根属下的一个种。

## 扩展阅读
- 維基物種上的相關：星草